# Соколовка (Киевская область)
Соколо́вка (укр. Соколівка) — село, входит в Васильковский район Киевской области Украины.
Население по переписи 2001 года составляло 489 человек. Почтовый индекс — 08664. Телефонный код — 4571. Занимает площадь 2,631 км². Код КОАТУУ — 3221487401.

## Известные жители
В селе работала Герой Социалистического Труда А. П. Краснобаева.

## Местный совет
08666, Київська обл., Васильківський р-н, с.Соколівка